# هشام المجهد
هشام المجهد، ولد في 9 أبريل 1991 في أغادير، هو لاعب كرة قدم مغربي. يلعب كحارس مرمى لصالح إتحاد طنجة.